# 3638 Davis
3638 Davis è un asteroide della fascia principale. Scoperto da Edward Bowell presso l'Anderson Mesa station nel 1984. Presenta un'orbita caratterizzata da un semiasse maggiore pari a 3,0134221 UA e da un'eccentricità di 0,0752106, inclinata di 11,30975° rispetto all'eclittica.
Il suo nome è un omaggio all'astrofisico Donald R. Davis, direttore emerito del Planetary science Institute.